# 盧卡薩·安德里奇
盧卡薩·安德里奇（1985年1月29日—），克羅地亞籃球運動員。他現在效力於VTB籃球聯賽球隊阿斯塔納籃球俱樂部。他在場上的位置是中鋒。他也代表克羅地亞國家籃球隊參賽。